# Virgínius da Gama e Melo
Virgínius Figueiredo da Gama e Melo (Paraíba-PB, 19 de outubro de 1923 - João Pessoa, 1 de agosto de 1975) foi um escritor e professor paraibano, considerado um dos principais críticos literários do estado em seu tempo. Ao longo de sua carreira, publicou seus textos em jornais de Pernambuco, da Paraíba, do Rio de Janeiro e São Paulo. Foi um dos primeiros professores da Universidade Federal da Paraíba. Sua produção literária foi relativamente curta, porém chegou a ser premiado pela Fundação Cultural do Distrito Federal em 1972 por seu romance "A Vítima Geral".

## Biografia
Virgínius da Gama e Melo nasceu a 19 de outubro na capital paraibana, quando esta ainda se chamava Parahyba, filho único de Pedro Celso da Gama e Melo e de Severina Figueiredo da Gama e Melo. Há controvérsia sobre o ano exato de seu nascimento: enquanto sua certidão de nascimento, carteira de identidade e outros documentos registram o ano de 1922, em correspondência com Gilberto Amado ele afirma afirma ter nascido em 1923. O pouco que se sabe sobre seus primeiros anos de vida vem do conteúdo desta carta, datada de 18 de janeiro de 1961:
"Nasci a 19 de outubro de 1923, João Pessoa, de família tradicional, neto de governadores e senadores — Gama e Melo — mas gente empobrecida. Filho único, não cheguei a conhecer mãe — vagas lembranças — perdi-a no primeiro ano de vida. Pai mesmo, pouco conheci. Era telegrafista e não residia conosco, quer dizer aqui em João Pessoa. Fui criado por avô e tias solteironas - tudo isso há de ter concorrido para certa rebeldia ou marginalismo que sempre me acompanhou na vida. Quando acadêmico, enfronhado de gente, segui a política do meu tio, política de oposição, ex-interventor no Estado - Argemiro de Figueiredo. .
Como a maior parte dos intelectuais da época, Virgínius foi aluno da Faculdade de Direito do Recife, onde bacharelou-se em Ciências Jurídicas e Sociais no ano de 1946. Depois de algum tempo trabalhando em Campina Grande para seu tio Argemiro de Figueiredo, volta a Recife em 1952 onde inicia sua carreira jornalística. Nesse período, escrevendo comentários políticos e crítica literária, colabora com os jornais Jornal do Commercio, no Diário da Noite e no Correio da Manhã.
No final da década de 1950, dividindo sua atividade entre Recife e João Pessoa, passa a publicar em jornais de todo o país, a exemplo do Diário de Pernambuco, O Estado de S. Paulo, Jornal do Brasil, Jornal de Letras e Diário de Notícias, além de ser colunista dos jornais paraibanos O Norte, A União e o Correio da Paraíba. 
Em 1962, por intermédio do reitor Mário Moacyr Porto, torna-se professor titular e fundador da cadeira de Teoria da Literatura da Universidade Federal da Paraíba.  Nessa função, orientou e influenciou toda uma geração de intelectuais paraibanos, tornando-se conhecido por sua independência crítica e afeição à boemia. Além de suas aulas, formalmente ministradas no prédio da FAFI (Faculdade de Filosofia da UFPB), era visto cotidianamente na Sorveteria Canadá e na Churrascaria Bambu, estabelecimentos próximos à universidade onde continuava falando sobre literatura, política, história, artes e amenidades, sempre rodeado de amigos, artistas e intelectuais.  

## Obras publicadas
- Antagonismo e Paisagem, 1962.
- Caxias, 1964.
- O Alexandrino Olavo Bilac, 1965. (Prêmio "Carlos Laet" da Academia Brasileira de Letras)
- Atualidade de Epitácio, 1965.
- A Modelação, 1966. (Prêmio "Serviço Nacional do Teatro")
- Os Seres, 1968.
- Tempo de Vingança, 1970. (Prêmio de romance "José Lins do Rego", do Instituto Nacional do Livro)
- A Vítima Geral, 1975. (Prêmios "Manuel Antonio de Almeida" da Secretaria de Educação e Cultura da Guanabara e de Ficção da Fundação Cultural do Distrito Federal).
- O Romance Nordestino & outros ensaios, 1980.
- Estudos Críticos I; Zé Américo — Freyre — Zé Lins — Graciliano, 1980.
- Estudos Críticos II; Cony — Pompéia — Figueiredo — Proença — Zé Condé — Moacir C. Lopes — Montello, 1980.